# Jane Jepkemboi
Jane Jepkemboi (ur. 17 lipca 1986) – kenijska siatkarka, grająca jako przyjmująca. Obecnie występuje w drużynie Kenya Prisons.